# خط کشی معابر

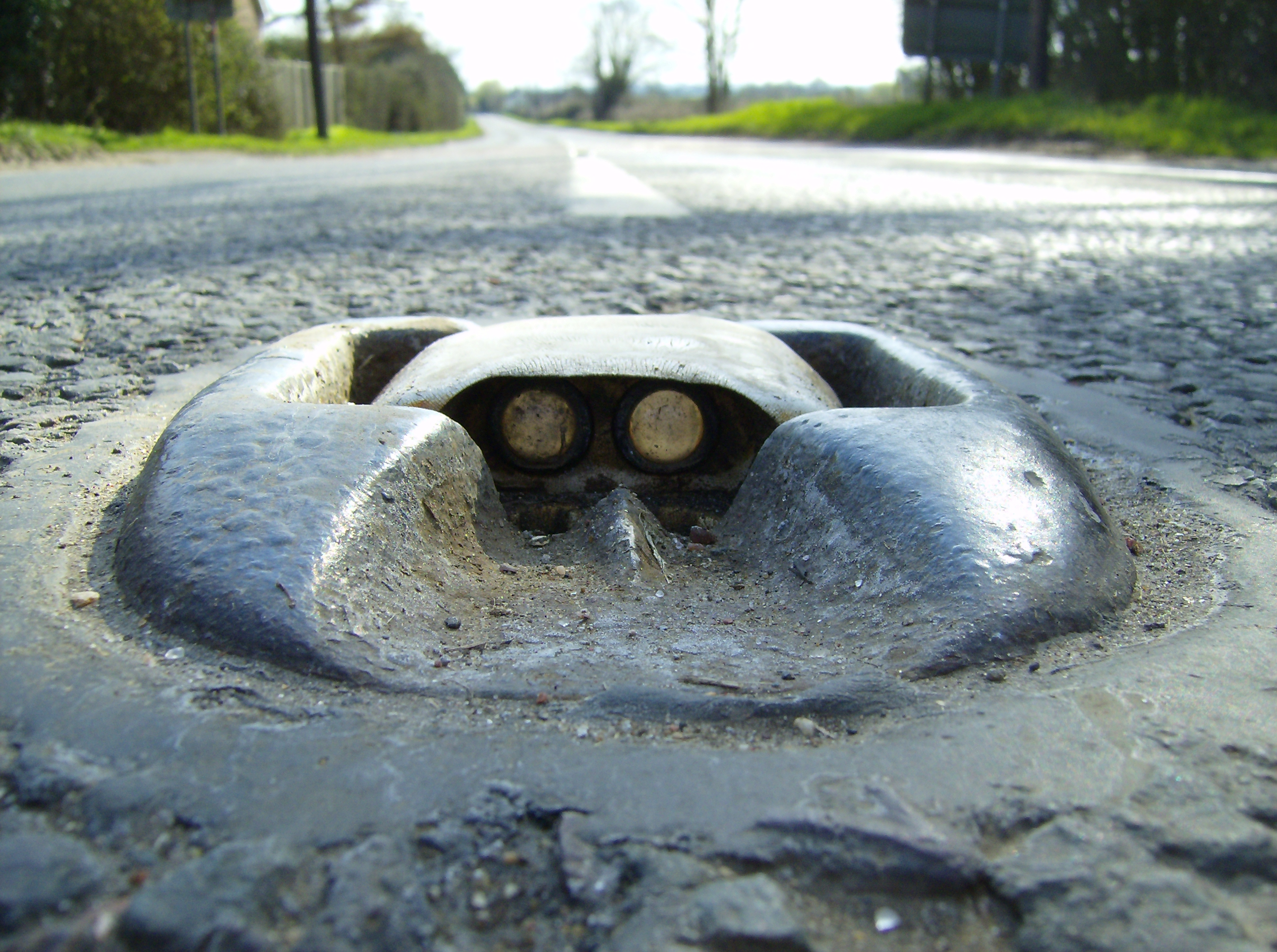
علامت برجسته فلزی در سطح جاده.

خط کشی معابر به هر نوع علائم قراردادی و رسمی گفته می‌شود که بر روی سطح جاده ها، خیابانها و سایر معابر ترسیم یا نصب می‌شوند تا اطلاعاتی در مورد مسیر و رانندگی ارائه دهند. همچنین خط کشی ممکن است در گاراژها، پارکینگ ها و سایر مراکز محل تردد خودرو و وسایط نقلیه نیز صورت گیرد.

## انواع علائم و خط کشی‌ها
1. علائم برجسته یا مکانیکی: عموماً از جنس فلز یا پلاستیک فشرده هستند و بر روی سطح جاده کوبیده یا چسبیده می‌شوند.
2. علائم غیر مکانیکی یا غیر برجسته: عمدتاً خط کشی‌ها و علائم ترسیم شده بر روی سطح جاده هستند.
3. علائم و نشانه‌های موقتی[۱]